# FC Flora II Tallinn
El FC Flora II Tallinn es el equipo de fútbol reserva del FC Flora de Estonia. El equipo juega en la Esiliiga, la segunda liga de fútbol más importante del país.

## Historia
Fue fundado en la capital Tallinn y es el principal equipo reserva del FC Flora, el cual milita en la Meistriliiga, por lo que el club no es elegible para jugar en ella. 
El equipo está compuesto principalmente por jugadores sub-21.